# Брзеће
Брзеће је насеље у Србији у општини Брус у Расинском округу, на источним обронцима планине Копаоник.
Према попису из 2002. било је 238 становника а према попису из 2022. године било је 213 становника.

## Демографија
У насељу Брзеће живи 199 пунолетних становника, а просечна старост становништва износи 37,8 година (38,1 код мушкараца и 37,6 код жена). У насељу има 81 домаћинство, а просечан број чланова по домаћинству је 3,19.
Ово насеље је великим делом насељено Србима (према попису из 2002. године).
|             | \| Демографија[2] \| Демографија[2] \| Демографија[2] \| \| Година \| Становника \| Становника \| \| -------------- \| -------------- \| -------------- \| \| 1948. \| 267 \| \| \| 1953. \| 331 \| \| \| 1961. \| 372 \| \| \| 1971. \| 297 \| \| \| 1981. \| 272 \| \| \| 1991. \| 251 \| 246 \| \| 2002. \| 258 \| 267 \| \| 2011. \| 238 \| \| |            |
| Демографија | |            |
| Година      | Становника | Становника |
| 1948.       | 267 |            |
| 1953.       | 331 |            |
| 1961.       | 372 |            |
| 1971.       | 297 |            |
| 1981.       | 272 |            |
| 1991.       | 251 | 246        |
| 2002.       | 258 | 267        |
| 2011.       | 238 |            |

| Етнички састав према попису из 2002.‍ | Етнички састав према попису из 2002.‍ | Етнички састав према попису из 2002.‍ | Етнички састав према попису из 2002.‍ | Етнички састав према попису из 2002.‍ |
| ------------------------------------ | ------------------------------------ | ------------------------------------ | ------------------------------------ | ------------------------------------ |
|                                      |                                      |                                      |                                      |                                      |
| Срби                                 | Срби                                 |                                      | 252                                  | 97,67%                               |
| непознато                            | непознато                            |                                      | 6                                    | 2,32%                                |

| Година пописа     | 1948. | 1953. | 1961. | 1971. | 1981. | 1991. | 2002. |
| ----------------- | ----- | ----- | ----- | ----- | ----- | ----- | ----- |
| Број домаћинстава | 40    | 51    | 85    | 57    | 62    | 60    | 81    |

| Број чланова      | 1  | 2  | 3  | 4  | 5 | 6 | 7 | 8 | 9 | 10 и више | Просек |
| ----------------- | -- | -- | -- | -- | - | - | - | - | - | --------- | ------ |
| Број домаћинстава | 20 | 14 | 15 | 13 | 7 | 7 | 4 | 1 | 0 | 0         | 3,19   |

| Пол    | Укупно | Неожењен/Неудата | Ожењен/Удата | Удовац/Удовица | Разведен/Разведена | Непознато |
| ------ | ------ | ---------------- | ------------ | -------------- | ------------------ | --------- |
| Мушки  | 93     | 14               | 73           | 6              | 0                  | 0         |
| Женски | 111    | 14               | 76           | 17             | 2                  | 2         |
| УКУПНО | 204    | 28               | 149          | 23             | 2                  | 2         |

| Пол    | Укупно                    | Пољопривреда, лов и шумарство | Рибарство                            | Вађење руде и камена | Прерађивачка индустрија       |
| ------ | ------------------------- | ----------------------------- | ------------------------------------ | -------------------- | ----------------------------- |
| Мушки  | 60                        | 19                            | 0                                    | 2                    | 10                            |
| Женски | 36                        | 7                             | 0                                    | 0                    | 5                             |
| УКУПНО | 96                        | 26                            | 0                                    | 2                    | 15                            |
| Пол    | Производња и снабдевање   | Грађевинарство                | Трговина                             | Хотели и ресторани   | Саобраћај, складиштење и везе |
| Мушки  | 0                         | 0                             | 3                                    | 15                   | 3                             |
| Женски | 0                         | 0                             | 2                                    | 19                   | 0                             |
| УКУПНО | 0                         | 0                             | 5                                    | 34                   | 3                             |
| Пол    | Финансијско посредовање   | Некретнине                    | Државна управа и одбрана             | Образовање           | Здравствени и социјални рад   |
| Мушки  | 0                         | 3                             | 0                                    | 3                    | 0                             |
| Женски | 0                         | 0                             | 0                                    | 1                    | 1                             |
| УКУПНО | 0                         | 3                             | 0                                    | 4                    | 1                             |
| Пол    | Остале услужне активности | Приватна домаћинства          | Екстериторијалне организације и тела | Непознато            | Непознато                     |
| Мушки  | 2                         | 0                             | 0                                    | 0                    | 0                             |
| Женски | 1                         | 0                             | 0                                    | 0                    | 0                             |
| УКУПНО | 3                         | 0                             | 0                                    | 0                    | 0                             |

## Галерија "Зима 2024.г."
- Хотели
- Хотели поред пута
- Један од хотела
- Хотел Јуниор
- Панорама апартмани

## Туризам
Почетком двадесет првог века туризам постаје основна делатност Брзећа са великим бројем вила и хотела за смештај туриста.
Значајно побољшање туристичке понуде Брзећа је остварено 12.02.2021. године отварањем гондоле - жичаре, „Гондоле Брзеће – Мали Караман“, тако да је Брзеће повезано са „Ски центром Копаоник“

Гондола се састоји од полазне станице Брзеће међустаница Струга и Бела река окретнице Мали Караман.
Дужина којом вози гондола је дужине 3745 м , висинске разлике 844 м а време вожње износи око 12 минута.